# Bovino (Foggia)
Bovino é uma comuna italiana da região da Apúlia, província de Foggia, com cerca de 3.991 habitantes. Estende-se por uma área de 84 km², tendo uma densidade populacional de 48 hab/km². Faz fronteira com Accadia, Castelluccio dei Sauri, Deliceto, Orsara di Puglia, Panni.
Pertence à rede das Aldeias mais bonitas de Itália.
Conhecida como Vibino (em latim: Vibinum) durante o período romano.

## Demografia
| Variação demográfica do município entre 1861 e 2011                               |
|                                                                                   |
| Fonte: Istituto Nazionale di Statistica (ISTAT) - Elaboração gráfica da Wikipedia |